# 完颜吾里补
完颜吾里补（?—?），为金朝宗室，金太祖的孙子，完颜宗尧的第二子。母亲不详。
大哥完颜雍后来当上皇帝，即金世宗。完颜吾里补被封为齐王。 

## 家庭
- 女唐国公主 下嫁徒单思忠，改嫁乌林答天锡

## 資料
- 《金史》皇子表